# Soda Springs (Californië)
Soda Springs is een gehucht en census-designated place in de Amerikaanse staat Californië. Het ligt in Nevada County in de Sierra Nevada ten noordwesten van Lake Tahoe. Het gehucht bevindt zich 5 kilometer ten westen van Donner Pass aan de Interstate 80. In 2010 woonden er 81 mensen. Soda Springs staat bekend om de verschillende wintersportgebieden in de omgeving: Soda Springs Mountain Resort, Sugar Bowl, Donner Ski Ranch, Boreal Mountain Resort en Royal Gorge Cross-Country Ski Resort.